# Serik Baimaghanbetow
Serik Nurtajuly Baimaghanbetow (kasachisch Серік Нұртайұлы Баймағанбетов, russisch Серик Нуртаевич Баймаганбетов/Serik Nurtajewitsch Bajmaganbetow; * 8. September 1958) ist ein kasachischer Politiker und war von April 2009 bis April 2011 Minister im Innenministerium der Republik Kasachstan.
Er machte seinen Abschluss an der Lomonossow-Universität in Moskau und an der Akademie des Innenministeriums der UdSSR. Zwischen 1980 und 1991 arbeitete Serik Baimaghanbetow im Bereich des Gesetzesvollzuges, bevor er ab der Unabhängigkeit Kasachstans 1992 bis 2001 für den kasachischen Präsidenten Nursultan Nasarbajew tätig war. Von 2001 bis 2007 war Baimaghanbetow unter anderem Vize-Innenminister, Vize-Justizminister und stellvertretender Vorsitzender der Agentur für den Kampf gegen wirtschaftliche und finanzielle Korruption. Am 27. August 2007 wurde er Abgeordneter der Partei Nur Otan im Maschilis. Vom 2. April 2009 bis zum 11. April 2011 war Serik Baimaghanbetow Innenminister Kasachstans.